# Football Club Internazionale 1946-1947
Questa voce raccoglie le informazioni riguardanti il Football Club Internazionale nelle competizioni ufficiali della stagione 1946-1947.

## Stagione
(Intervista di Giuseppe Meazza al TG Rai circa il suo ritorno in nerazzurro nella doppia veste di calciatore e allenatore.)
Nell'estate 1946 il presidente Carlo Masseroni ottenenva dalla Federazione la possibilità del tesseramento per calciatori stranieri e oriundi, localizzando in Sudamerica le proprie mire: i nuovi acquisti Bovio, Cerioni, Pedemonte, Volpi e Zapirain fornirono tuttavia uno scarso contributo, «emblematico» del sofferto campionato. Un curioso aneddoto riguardò Bovio, il quale preferì disertare 45' nella fredda Bologna pur di riparare al caldo di una stufetta in spogliatoio.
Solamente il ritorno di Giuseppe Meazza, qui impiegato nella duplice veste di calciatore e allenatore, portò l'Inter a scalare qualche posizione in classifica: l'asso realizzò contro la Triestina l'ultimo di 247 gol in nerazzurro, mentre un incolore decimo posto garantiva l'obiettivo della salvezza con 5 punti di margine sul retrocesso Brescia. Da segnalare anche un tragico fatto occorso durante l'incontro con la Juventus del 18 maggio 1947, quando il crollo di una gradinata dello stadio San Siro provocò decine di feriti.

## Organigramma societario
Area direttiva
- Presidente: Carlo Masseroni
- Consigliere: Giuseppe Prisco
- Consigliere: Amerigo Brizzolara

Area tecnica
- Allenatore: Carlo Carcano, (1ª-15ª)
 Giuseppe Meazza (16ª-38ª)[1]
- Direttore tecnico: Nino Nutrizio (16ª-38ª)

Area sanitaria
- Massaggiatore: Bartolomeo Della Casa

## Rosa
| N. |                      | Ruolo | Calciatore         |
| -- | -------------------- | ----- | ------------------ |
|    | Italia (bandiera)    | P     | Angelo Franzosi    |
|    | Italia (bandiera)    | P     | Giuseppe Albani    |
|    | Italia (bandiera)    | D     | Ubaldo Passalacqua |
|    | Italia (bandiera)    | D     | Luciano Gariboldi  |
|    | Italia (bandiera)    | D     | Sergio Realini     |
|    | Italia (bandiera)    | D     | Sergio Marchi      |
|    | Italia (bandiera)    | C     | Aldo Campatelli    |
|    | Italia (bandiera)    | C     | Camillo Achilli    |
|    | Italia (bandiera)    | C     | Raffaele Guaita    |
|    | Argentina (bandiera) | C     | Alberto Cerioni    |
|    | Italia (bandiera)    | C     | Severo Cominelli   |
|    | Italia (bandiera)    | C     | Andrea Milani      |

| N. |                      | Ruolo | Calciatore         |
| -- | -------------------- | ----- | ------------------ |
|    | Uruguay (bandiera)   | C     | Luis Pedemonte     |
|    | Italia (bandiera)    | C     | Bruno Zago         |
|    | Italia (bandiera)    | A     | Giuseppe Meazza    |
|    | Italia (bandiera)    | A     | Cosimo Muci        |
|    | Italia (bandiera)    | A     | Ferruccio Azzarini |
|    | Italia (bandiera)    | A     | Giacomo Neri (*)   |
|    | Uruguay (bandiera)   | A     | Bibiano Zapirain   |
|    | Italia (bandiera)    | A     | Giambattista Bonis |
|    | Italia (bandiera)    | A     | Mario Caccia       |
|    | Italia (bandiera)    | A     | Tito Celani        |
|    | Argentina (bandiera) | A     | Elmo Bovio         |
|    | Uruguay (bandiera)   | A     | Tomaso Volpi       |

(*) Acquistato nel mercato invernale

## Risultati

### Campionato

#### Girone di andata
| 22 settembre 1946 1ª giornata | Fiorentina | 3 – 3 | Inter |  |

| 28 settembre 1946 2ª giornata | Inter | 0 – 1 | Atalanta |  |

| 6 ottobre 1946 3ª giornata | Genoa | 0 – 0 | Inter |  |

| 13 ottobre 1946 4ª giornata | Inter | 1 – 1 | Brescia |  |

| 20 ottobre 1946 5ª giornata | Milan | 3 – 1 | Inter |  |

| 27 ottobre 1946 6ª giornata | Inter | 3 – 0 | Lazio |  |

| 3 novembre 1946 7ª giornata | Inter | 1 – 3 | Torino |  |

| 10 novembre 1946 8ª giornata | Vicenza | 1 – 1 | Inter |  |

| 12 novembre 1946 9ª giornata | Triestina | 0 – 0 | Inter |  |

| 24 novembre 1946 10ª giornata | Inter | 0 – 0 | Roma |  |

| 8 dicembre 1946 11ª giornata | Alessandria | 1 – 0 | Inter |  |

| 15 dicembre 1946 12ª giornata | Juventus | 4 – 1 | Inter |  |

| 22 dicembre 1946 13ª giornata | Inter | 3 – 1 | Bari |  |

| 29 dicembre 1946 14ª giornata | Inter | 2 – 3 | Napoli |  |

| 5 gennaio 1947 15ª giornata | Venezia | 2 – 1 | Inter |  |

| 12 gennaio 1947 16ª giornata | Inter | 1 – 1 | Livorno |  |

| 19 gennaio 1947 17ª giornata | Modena | 1 – 0 | Inter |  |

| 26 gennaio 1947 18ª giornata | Bologna | 2 – 0 | Inter |  |

| 2 febbraio 1947 19ª giornata | Inter | 2 – 1 | Sampdoria |  |

#### Girone di ritorno
| 16 febbraio 1947 20ª giornata | Inter | 4 – 0 | Fiorentina |  |

| 23 febbraio 1947 21ª giornata | Atalanta | 0 – 3 | Inter |  |

| 2 marzo 1947 22ª giornata | Inter | 2 – 1 | Genoa |  |

| 9 marzo 1947 23ª giornata | Brescia | 2 – 2 | Inter |  |

| 16 marzo 1947 24ª giornata | Inter | 1 – 2 | Milan |  |

| 23 marzo 1947 25ª giornata | Lazio | 0 – 1 | Inter |  |

| 30 marzo 1947 26ª giornata | Torino | 5 – 2 | Inter |  |

| 6 aprile 1947 27ª giornata | Inter | 1 – 2 | Vicenza |  |

| 13 aprile 1947 28ª giornata | Inter | 5 – 2 | Triestina |  |

| 20 aprile 1947 29ª giornata | Roma | 2 – 1 | Inter |  |

| 4 maggio 1947 30ª giornata | Inter | 4 – 2 | Alessandria |  |

| 18 maggio 1947 31ª giornata | Inter | 0 – 0 | Juventus |  |

| 25 maggio 1947 32ª giornata | Bari | 1 – 2 | Inter |  |

| 1º giugno 1947 33ª giornata | Napoli | 1 – 0 | Inter |  |

| 8 giugno 1947 34ª giornata | Inter | 3 – 1 | Venezia |  |

| 15 giugno 1947 35ª giornata | Livorno | 3 – 1 | Inter |  |

| 22 giugno 1947 36ª giornata | Inter | 1 – 0 | Modena |  |

| 29 giugno 1947 37ª giornata | Inter | 1 – 1 | Bologna |  |

| 6 luglio 1947 38ª giornata | Sampdoria | 1 – 5 | Inter |  |